# Curvularia desmodii
Curvularia desmodii är en svampart som beskrevs av Bharadwaj 1969. Curvularia desmodii ingår i släktet Curvularia och familjen Pleosporaceae.   Inga underarter finns listade i Catalogue of Life.